# Дійсні члени НАН України

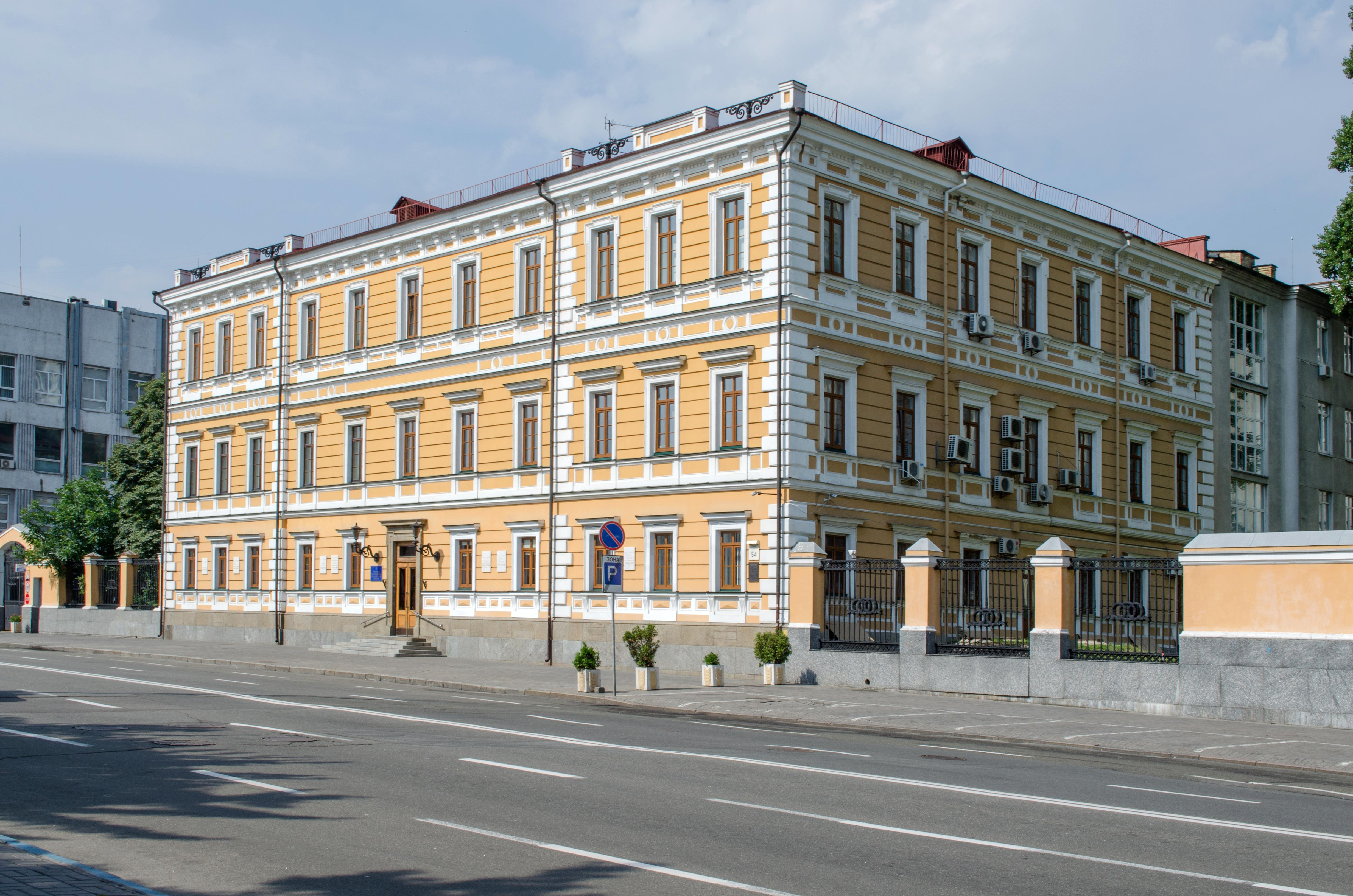
Будівля Президії НАН України

Членами Національної академії наук України є такі, як дійсні члени НАН України (академіки) і члени-кореспонденти. Головний обов'язок членів НАН України — збагачувати науку новими досягненнями. Члени академії обираються на загальних зборах, і їх обрання є довічним. Дійсними членами НАН України стають вчені, які зробили видатний внесок у розвиток відповідних напрямів науки. Більшість членів НАН України займають керівні посади в науково-дослідних інститутах та вищих навчальних закладах.

## Список академіків
| Нижче наведено актуальний список дійсних членів НАН України. Для кожного академіка вказано дата народження, дата обрання академіком, секція і відділення НАН України, в яких перебуває академік, спеціальність, за якою академік був обраний і науковий ступінь. Всього в списку 183 академіка, у тому числі 7 жінок. 12 вчених було обрано академіками в АН УРСР, 3 — в АН України, решта 168 — в НАН України. |

| Прізвище ім'я по батькові           | Дата народження   | Дата обрання      | Секція | Відділення | Спеціальність                                                | Ступінь       |
| ----------------------------------- | ----------------- | ----------------- | ------ | ---------- | ------------------------------------------------------------ | ------------- |
| Ажнюк Богдан Миколайович            | 10 жовтня 1956    | 25 квітня 2024    | ССГН   | ВЛММ       | Українська мова                                              | д. філ. н.    |
| Азарєнков Микола Олексійович        | 15 грудня 1951    | 13 квітня 2012    | СФТМН  | ВЯФЕ       | Фізика невпорядкованих систем                                | д. ф.-м. н.   |
| Амоша Олександр Іванович            | 4 серпня 1937     | 16 травня 2003    | ССГН   | ВЕ         | Економіка                                                    | д. е. н.      |
| Андон Пилип Іларіонович             | 16 листопада 1938 | 6 травня 2006     | СФТМН  | ВІ         | Інформатика                                                  | д. ф.-м. н.   |
| Анісімов Анатолій Васильович        | 15 червня 1948    | 25 квітня 2024    | СФТМН  | ВІ         | Інформатика                                                  | д. ф.-м. н.   |
| Афанасьєв Сергій Олександрович      | 18 серпня 1959    | 25 квітня 2024    | СХБН   | ВЗБ        | Гідробіологія                                                | д. б. н.      |
| Ахонін Сергій Володимирович         | 13 грудня 1961    | 26 травня 2021    | СФТМН  | ВФТПМ      | Матеріалознавство, електрометалургія                         | д. т. н.      |
| Бабак Віталій Павлович              | 15 лютого 1954    | 25 квітня 2024    | СФТМН  | ВФТПЕ      | Діагностика бортових енергосистем                            | д. т. н.      |
| Бакіров Віль Савбанович             | 8 червня 1946     | 13 квітня 2012    | ССГН   | ВІФП       | Соціологія, соціоекономіка                                   | д. с. н.      |
| Бєляєв Олександр Євгенович          | 25 червня 1947    | 7 березня 2018    | СФТМН  | ВФА        | Експериментальна фізика напівпровідників                     | д. ф.-м. н.   |
| Білорус Олег Григорович             | 14 жовтня 1939    | 13 квітня 2012    | ССГН   | ВЕ         | Світова економіка                                            | д. е. н.      |
| Білоус Анатолій Григорович          | 8 травня 1951     | 4 лютого 2009     | СХБН   | ВХ         | Неорганічна хімія                                            | д. х. н.      |
| Блюм Ярослав Борисович              | 8 квітня 1956     | 6 травня 2006     | СХБН   | ВЗБ        | Зоологія                                                     | д. б. н.      |
| Бобир Микола Іванович               | 3 жовтня 1950     | 25 квітня 2024    | СФТМН  | ВМех       | Механіка, надійність конструкцій                             | д. т. н.      |
| Богданов Вячеслав Леонідович        | 25 листопада 1965 | 6 березня 2015    | СФТМН  | ВМех       | Механіка                                                     | д. ф.-м. н.   |
| Бондар Михайло Віталійович          | 7 липня 1959      | 25 квітня 2024    | СФТМН  | ВФА        | Атомна і молекулярна спектроскопія                           | д. ф.-м. н.   |
| Борисенко Олександр Андрійович      | 24 травня 1946    | 26 травня 2021    | СФТМН  | ВМ         | Геометрія та топологія                                       | д. ф.-м. н.   |
| Бородіна Олена Миколаївна           | 13 квітня 1959    | 25 квітня 2024    | ССГН   | ВЕ         | Економіка сільського господарства                            | д. е. н.      |
| Боюн Віталій Петрович               | 8 серпня 1941     | 26 травня 2021    | СФТМН  | ВІ         | Інформатика                                                  | д. ф.-м. н.   |
| Булавін Леонід Анатолійович         | 18 серпня 1945    | 6 травня 2006     | СФТМН  | ВЯФЕ       | Експериментальна ядерна фізика                               | д. ф.-м. н.   |
| Булат Анатолій Федорович            | 17 грудня 1947    | 7 квітня 2000     | СФТМН  | ВМех       | Гірнича механіка                                             | д. т. н.      |
| Буркинський Борис Володимирович     | 3 листопада 1942  | 16 травня 2003    | ССГН   | ВЕ         | Регіональна економіка                                        | д. е. н.      |
| Веселовський Микола Сергійович      | 6 січня 1950      | 4 лютого 2009     | СХБН   | ВБФМБ      | Біологія клітини                                             | д. б. н.      |
| Височанський Юліан Миронович        | 2 серпня 1953     | 26 травня 2021    | СФТМН  | ВФА        | Прикладна фізика, фізика мультиферроиков                     | д. ф.-м. н.   |
| Вишневський Валентин Павлович       | 8 червня 1958     | 13 квітня 2012    | ССГН   | ВЕ         | Фінанси                                                      | д. е. н.      |
| Вовк Руслан Володимирович           | 2 квітня 1966     | 25 квітня 2024    | СФТМН  | ВФА        | Фізика низьких температур                                    | д. ф.-м. н.   |
| Гаркуша Ігор Євгенович              | 12 травня 1963    | 26 травня 2021    | СФТМН  | ВФТПЕ      | Фізика плазми                                                | д. ф.-м. н.   |
| Геєць Валерій Михайлович            | 20 квітня 1945    | 14 квітня 1995    | ССГН   | ВЕ         | Макроекономіка                                               | д. е. н.      |
| Гладишевський Роман Євгенович       | 19 вересня 1958   | 26 травня 2021    | СХБН   | ВХ         | Кристалохімія                                                | д. х. н.      |
| Глеба Юрій Юрійович                 | 13 червня 1949    | 15 січня 1988     | СХБН   | ВЗБ        | Клітинна інженерія рослин                                    | д. б. н.      |
| Головач Юрій Васильович             | 16 червня 1957    | 26 травня 2021    | СФТМН  | ВФА        | Теоретична фізика                                            | д. ф.-м. н.   |
| Гольцев Анатолій Миколайович        | 11 жовтня 1943    | 4 лютого 2009     | СХБН   | ВБФМБ      | Кріобіологія                                                 | д. м. н.      |
| Гончарук Владислав Володимирович    | 20 жовтня 1941    | 4 грудня 1997     | СХБН   | ВХ         | Хімія                                                        | д. х. н.      |
| Горбулін Володимир Павлович         | 17 січня 1939     | 4 грудня 1997     | СФТМН  | ВІ         | Інформаційні технології та стратегічна безпека               | д. т. н.      |
| Григоренко Олександр Ярославович    | 17 червня 1955    | 1 травня 2025     | СФТМН  | ВМех       | Прикладная математика                                        | д. ф.-м. н.   |
| Гриньов Борис Вікторович            | 1 квітня 1956     | 6 травня 2006     | СФТМН  | ВФТПМ      | Матеріалознавство, сцинтиляційні матеріали                   | д. т. н.      |
| Гриценко Андрій Андрійович          | 8 лютого 1948     | 26 травня 2021    | ССГН   | ВЕ         | Статистика                                                   | д. е. н.      |
| Грінченко Віктор Тимофійович        | 4 жовтня 1937     | 14 квітня 1995    | СФТМН  | ВМех       | Механіка                                                     | д. ф.-м. н.   |
| Губерський Леонід Васильович        | 4 жовтня 1941     | 16 травня 2003    | ССГН   | ВІФП       | Філософія                                                    | д. філос. н.  |
| Гузь Олександр Миколайович          | 29 січня 1939     | 29 березня 1978   | СФТМН  | ВМех       | Механіка                                                     | д. ф.-м. н.   |
| Гусинін Валерій Павлович            | 28 грудня 1948    | 25 квітня 2024    | СФТМН  | ВФА        | Теоретична фізика, фізика вуглецевих наносистем              | д. ф.-м. н.   |
| Данилишин Богдан Михайлович         | 6 червня 1965     | 4 лютого 2009     | ССГН   | ВЕ         | Економіка природокористування                                | д. е. н.      |
| Денисов Віталій Юрійович            | 8 червня 1959     | 25 квітня 2024    | СФТМН  | ВЯФЕ       | Ядерна фізика                                                | д. ф.-м. н.   |
| Дзядевич Сергій Вікторович          | 26 грудня 1967    | 25 квітня 2024    | СХБН   | ВБФМБ      | Молекулярна біологія                                         | д. б. н.      |
| Дідух Яків Петрович                 | 7 травня 1948     | 7 березня 2018    | СХБН   | ВЗБ        | Геоботаніка                                                  | д. б. н.      |
| Довгий Станіслав Олексійович        | 23 липня 1954     | 7 березня 2018    | СФТМН  | ВНЗ        | Геодинаміка геологічного середовища                          | д. ф.-м. н.   |
| Єгоров Віктор Миколайович           | 21 травня 1940    | 13 квітня 2012    | СХБН   | ВЗБ        | Екосистемологія                                              | д. б. н.      |
| Єльська Ганна Валентинівна          | 15 жовтня 1940    | 25 листопада 1992 | СХБН   | ВБФМБ      | Молекулярна біологія                                         | д. б. н.      |
| Ємельянов Ігор Георгійович          | 4 грудня 1947     | 7 березня 2018    | СХБН   | ВЗБ        | Еволюційна екологія                                          | д. б. н.      |
| Єрмоленко Світлана Яківна           | 30 жовтня 1937    | 26 травня 2021    | ССГН   | ВЛММ       | Українська мова                                              | д. філ. н.    |
| Єфименко Тетяна Іванівна            | 5 грудня 1950     | 7 березня 2018    | ССГН   | ВЕ         | Економічна безпека                                           | д. е. н.      |
| Жаркін Андрій Федорович             | 26 червня 1954    | 26 травня 2021    | СФТМН  | ВФТПЕ      | Електроенергетика                                            | д. т. н.      |
| Жулинський Микола Григорович        | 25 серпня 1940    | 25 листопада 1992 | ССГН   | ВЛММ       | Українська література                                        | д. філ. н.    |
| Забулонов Юрій Леонідович           | 1 листопада 1952  | 25 квітня 2024    | СФТМН  | ВЯФЕ       | Ядерна фізика                                                | д. т. н.      |
| Завалій Ігор Юліянович              | 10 травня 1960    | 25 квітня 2024    | СФТМН  | ВФТПМ      | Неорганічна хімія                                            | д. х. н.      |
| Загородній Анатолій Глібович        | 29 січня 1951     | 6 травня 2006     | СФТМН  | ВФА        | Теоретична фізика, фізика плазмових процесів                 | д. ф.-м. н.   |
| Задирака Валерій Костянтинович      | 12 листопада 1941 | 6 березня 2015    | СФТМН  | ВІ         | Комп'ютерні технології та інформаційна безпека               | д. ф.-м. н.   |
| Захаренко Вячеслав Володимирович    | 31 липня 1962     | 1 травня 2025     | СФТМН  | ВФА        | Радіоастрономія                                              | д. ф.-м. н.   |
| Згуровський Михайло Захарович       | 30 січня 1950     | 14 квітня 1995    | СФТМН  | ВІ         | Інформатика та обчислювальні системи                         | д. т. н.      |
| Івасишин Орест Михайлович           | 8 листопада 1946  | 16 травня 2003    | СФТМН  | ВФА        | Експериментальна фізика                                      | д. ф.-м. н.   |
| Ізотов Юрій Іванович                | 26 лютого 1952    | 4 лютого 2009     | СФТМН  | ВФА        | Астрофізика                                                  | д. ф.-м. н.   |
| Ільченко Михайло Юхимович           | 13 вересня 1941   | 13 квітня 2012    | СФТМН  | ВІ         | Телекомунікаційні системи                                    | д. т. н.      |
| Кальченко Віталій Іванович          | 17 серпня 1948    | 7 березня 2018    | СХБН   | ВХ         | Хімія                                                        | д. х. н.      |
| Карнаухов Іван Михайлович           | 19 січня 1937     | 13 квітня 2012    | СФТМН  | ВЯФЕ       | Новітні ядерні системи і технології                          | д. ф.-м. н.   |
| Картель Микола Тимофійович          | 16 грудня 1948    | 13 квітня 2012    | СХБН   | ВХ         | Хімія                                                        | д. х. н.      |
| Кириленко Олександр Васильович      | 20 травня 1950    | 6 травня 2006     | СФТМН  | ВФТПЕ      | Електроенергетика                                            | д. т. н.      |
| Ковальов Олександр Михайлович       | 19 січня 1944     | 13 квітня 2012    | СФТМН  | ВМ         | Математика                                                   | д. ф.-м. н.   |
| Комісаренко Сергій Васильович       | 9 липня 1943      | 11 квітня 1991    | СХБН   | ВБФМБ      | Патофізіологія, імунологія                                   | д. б. н.      |
| Конверський Анатолій Євгенович      | 15 вересня 1948   | 13 квітня 2012    | ССГН   | ВІФП       | Філософія                                                    | д. філос. н.  |
| Коноваленко Олександр Олександрович | 27 лютого 1951    | 16 травня 2003    | СФТМН  | ВФА        | Радіоастрономія                                              | д. ф.-м. н.   |
| Копиленко Олександр Любимович       | 26 червня 1961    | 7 березня 2018    | ССГН   | ВІФП       | Право                                                        | д. ю. н.      |
| Кордюк Олександр Анатолійович       | 9 грудня 1967     | 26 травня 2021    | СФТМН  | ВФА        | Експериментальна фізика квантових матеріалів                 | д. ф.-м. н.   |
| Коржик Володимир Миколайович        | 15 липня 1958     | 1 травня 2025     | СФТМН  | ВФТПМ      | Електрозварювання                                            | д. т. н.      |
| Коростельов Олег Петрович           | 9 листопада 1949  | 1 травня 2025     | СФТМН  | ВМех       | Створення військової техніки                                 | д. т. н.      |
| Корчин Олександр Юрійович           | 29 листопада 1951 | 1 травня 2025     | СФТМН  | ВЯФЭ       | Фізика                                                       | д. ф.-м. н.   |
| Костерін Сергій Олексійович         | 25 серпня 1950    | 6 березня 2015    | СХБН   | ВБФМБ      | Молекулярна фізіологія, біохімія                             | д. б. н.      |
| Кошечко В'ячеслав Григорович        | 22 червня 1946    | 6 травня 2006     | СХБН   | ВХ         | Фізична хімія                                                | д. х. н.      |
| Кремень Василь Григорович           | 25 червня 1947    | 7 квітня 2000     | ССГН   | ВІФП       | Філософія                                                    | д. філос. н.  |
| Крижанівський Євстахій Іванович     | 15 серпня 1948    | 6 березня 2015    | СФТМН  | ВФТПМ      | Матеріалознавство нафтогазового комплексу                    | д. т. н.      |
| Кришталь Олег Олександрович         | 5 липня 1945      | 4 грудня 1997     | СХБН   | ВБФМБ      | Фізіологія людини і тварин                                   | д. б. н.      |
| Кривцун Ігор Віталійович            | 21 жовтня 1954    | 13 квітня 2012    | СФТМН  | ВФТПМ      | Материаловедение, сварка металлов                            | д. ф.-м. н.   |
| Кубенко Веніамін Дмитрович          | 19 липня 1938     | 13 квітня 2012    | СФТМН  | ВМех       | Механіка                                                     | д. ф.-м. н.   |
| Кузьмін Віктор Євгенович            | 1 липня 1951      | 25 квітня 2024    | СХБН   | ВХ         | Органічна хімія                                              | д. х. н.      |
| Кулик Михайло Миколайович           | 19 вересня 1940   | 7 квітня 2000     | СФТМН  | ВФТПЕ      | Загальна енергетика                                          | д. т. н.      |
| Кучук Микола Вікторович             | 5 лютого 1958     | 26 травня 2021    | СХБН   | ВЗБ        | Рослинні біотехнології                                       | д. б. н.      |
| Кушнір Роман Михайлович             | 1 листопада 1954  | 7 березня 2018    | СФТМН  | ВМ         | Математичні проблеми механіки                                | д. ф.-м. н.   |
| Лазоришинець Василь Васильович      | 25 травня 1957    | 1 травня 2025     | СХБН   | ВБФМБ      | Кардіохірургія                                               | д. м. н.      |
| Лев Богдан Іванович                 | 26 серпня 1952    | 26 травня 2021    | СФТМН  | ВФА        | Теоретична фізика                                            | д. ф.-м. н.   |
| Литвин Володимир Михайлович         | 28 квітня 1956    | 16 травня 2003    | ССГН   | ВІФП       | Новітня історія України                                      | д. і. н.      |
| Лібанова Елла Марленівна            | 12 лютого 1950    | 4 лютого 2009     | ССГН   | ВЕ         | Соціоекономіка                                               | д. е. н.      |
| Лішко Валерій Казимирович           | 26 жовтня 1937    | 1 квітня 1982     | СХБН   | ВБФМБ      | Молекулярна біологія і генетика                              | д. б. н.      |
| Лобанов Леонід Михайлович           | 29 вересня 1940   | 4 грудня 1997     | СФТМН  | ВФТПМ      | Матеріалознавство                                            | д. т. н.      |
| Лобода Петро Іванович               | 23 жовтня 1956    | 26 травня 2021    | СФТМН  | ВФТПМ      | Матеріалознавство тугоплавких з'єднань                       | д. т. н.      |
| Локтєв Вадим Михайлович             | 3 травня 1945     | 16 травня 2003    | СФТМН  | ВФА        | Теоретична фізика, фізика надпровідності                     | д. ф.-м. н.   |
| Лукін Олександр Юхимович            | 5 лютого 1940     | 13 квітня 2012    | СФТМН  | ВНЗ        | Геологія нафти і газу                                        | д. г.-м. н.   |
| Макаров Володимир Леонідович        | 11 серпня 1941    | 4 лютого 2009     | СФТМН  | ВМ         | Математика                                                   | д. ф.-м. н.   |
| Максименко Сергій Іванович          | 16 березня 1974   | 1 травня 2025     | СФТМН  | ВМ         | Геометрія та топологія                                       | д. ф.-м. н.   |
| Мартинюк Анатолій Андрійович        | 6 березня 1941    | 4 лютого 2009     | СФТМН  | ВМех       | Механіка                                                     | д. ф.-м. н.   |
| Марченко Володимир Олександрович    | 7 липня 1922      | 26 грудня 1969    | СФТМН  | ВМ         | Математична фізика                                           | д. ф.-м. н.   |
| Матвєєв Валентин Володимирович      | 10 листопада 1929 | 6 травня 2006     | СФТМН  | ВМех       | Механіка                                                     | д. ф.-м. н.   |
| Мацевитий Юрій Михайлович           | 24 лютого 1934    | 16 травня 2003    | СФТМН  | ВФТПЕ      | Теплофізика                                                  | д. т. н.      |
| Мележик Петро Миколайович           | 3 травня 1950     | 7 березня 2018    | СФТМН  | ВФА        | Теоретична фізика, радіофізика                               | д. ф.-м. н.   |
| Мельник Володимир Петрович          | 25 листопада 1952 | 25 квітня 2024    | ССГН   | ВІФП       | Філософія науки                                              | д. філос. н.  |
| Мельничук Дмитро Олексійович        | 5 листопада 1943  | 4 грудня 1997     | СХБН   | ВБФМБ      | Біохімія                                                     | д. б. н.      |
| Моргун Володимир Васильович         | 10 березня 1938   | 18 травня 1990    | СХБН   | ВЗБ        | Генетика і селекція                                          | д. б. н.      |
| Морозов Анатолій Олексійович        | 9 травня 1939     | 6 березня 2015    | СФТМН  | ВНЗ        | Прогнозування геосистем                                      | д. т. н.      |
| Мриглод Ігор Миронович              | 26 травня 1960    | 13 квітня 2012    | СФТМН  | ВФА        | Фізика рідкого стану                                         | д. ф.-м. н.   |
| Мчедлов-Петросян Микола Отарович    | 25 квітня 1954    | 1 травня 2025     | СХБН   | ВХ         | Хімія                                                        | д. х. н.      |
| Назаренко Володимир Михайлович      | 19 березня 1956   | 26 травня 2021    | СФТМН  | ВМех       | Механіка                                                     | д. т. н.      |
| Назарчук Зіновій Теодорович         | 12 квітня 1952    | 6 травня 2006     | СФТМН  | ВФТПМ      | Матеріалознавство, діагностика матеріалів                    | д. ф.-м. н.   |
| Нахлік Євген Казимирович            | 22 січня 1956     | 25 квітня 2024    | ССГН   | ВЛММ       | Українська література                                        | д. філ. н.    |
| Носовський Анатолій Володимирович   | 2 січня 1954      | 26 травня 2021    | СФТМН  | ВФТПЕ      | Діагностика та надійність енергетичних комплексів і об'єктів | д. т. н.      |
| Онищенко Олексій Семенович          | 17 березня 1933   | 4 грудня 1997     | ССГН   | ВІФП       | Культурологія                                                | д. філос. н.  |
| Осадчий Володимир Іванович          | 28 вересня 1955   | 25 квітня 2024    | СФТМН  | ВНЗ        | Гідрометеорологія                                            | д. г. н.      |
| Осауленко Олександр Григорович      | 2 січня 1951      | 25 квітня 2024    | ССГН   | ВЕ         | Статистика                                                   | д. держ. упр. |
| Павліщук Віталій Валентинович       | 24 липня 1956     | 7 березня 2018    | СХБН   | ВХ         | Хімія                                                        | д. х. н.      |
| Павлюк Мирослав Іванович            | 4 серпня 1943     | 7 березня 2018    | СФТМН  | ВНЗ        | Геотектоніка нафтогазових провінцій                          | д. г.-м. н.   |
| Павлюк Степан Петрович              | 2 січня 1948      | 4 лютого 2009     | ССГН   | ВЛММ       | Етнологія                                                    | д. і. н.      |
| Палагін Олександр Васильович        | 17 липня 1939     | 6 травня 2006     | СФТМН  | ВІ         | Інформатика                                                  | д. ф.-м. н.   |
| Пастур Леонід Андрійович            | 21 серпня 1937    | 18 травня 1990    | СФТМН  | ВМ         | Математика                                                   | д. ф.-м. н.   |
| Петров В'ячеслав Васильович         | 3 серпня 1940     | 13 квітня 2012    | СФТМН  | ВФТПМ      | Матеріалознавство, оптоелектронні матеріали                  | д. т. н.      |
| Пирожков Сергій Іванович            | 20 червня 1948    | 7 квітня 2000     | ССГН   | ВЕ         | Демографія                                                   | д. е. н.      |
| Півняк Геннадій Григорович          | 23 жовтня 1940    | 4 грудня 1997     | СФТМН  | ВФТПЕ      | Гірнича і металургічна електроенергетика                     | д. т. н.      |
| Півторак Григорій Петрович          | 14 червня 1935    | 4 лютого 2009     | ССГН   | ВЛММ       | Слов'янські мови                                             | д. філ. н.    |
| Підгорський Валентин Степанович     | 5 лютого 1937     | 6 травня 2006     | СХБН   | ВБФМБ      | Мікробіологія                                                | д. б. н.      |
| Позняков Валерій Дмитрович          | 19 лютого 1958    | 25 квітня 2024    | СФТМН  | ВФТПМ      | Матеріалознавство, зварювання металів                        | д. т. н.      |
| Пономаренко Олександр Миколайович   | 14 січня 1950     | 6 березня 2015    | СФТМН  | ВНЗ        | Ізотопна геологія                                            | д. г.-м. н.   |
| Попов Анатолій Федорович            | 14 березня 1937   | 16 травня 2003    | СХБН   | ВХ         | Фізико-органічна хімія                                       | д. х. н.      |
| Притула Ігор Михайлович             | 8 жовтня 1959     | 25 квітня 2024    | СФТМН  | ВФТПМ      | Матеріалознавство, технологія монокристалічних матеріалів    | д. т. н.      |
| Пріхна Тетяна Олексіївна            | 22 вересня 1957   | 26 травня 2021    | СФТМН  | ВФТПМ      | Матеріалознавство, керамічні матеріали                       | д. т. н.      |
| Рагуля Андрій Володимирович         | 18 березня 1960   | 26 травня 2021    | СФТМН  | ВФТПМ      | Матеріалознавство, наноматеріали                             | д. т. н.      |
| Радишевський Ростислав Петрович     | 28 березня 1948   | 26 травня 2021    | ССГН   | ВЛММ       | Літературознавство                                           | д. філ. н.    |
| Радченко Володимир Григорович       | 25 листопада 1952 | 4 лютого 2009     | СХБН   | ВЗБ        | Екосистемологія                                              | д. б. н.      |
| Рафальський Олег Олексійович        | 21 жовтня 1959    | 25 квітня 2024    | ССГН   | ВІФП       | Етнополітологія                                              | д. і. н.      |
| Редько Володимир Никифорович        | 12 квітня 1937    | 7 квітня 2000     | СФТМН  | ВІ         | Інформаційні системи                                         | д. ф.-м. н.   |
| Романенко Олександр Вікторович      | 5 лютого 1956     | 7 березня 2018    | СХБН   | ВЗБ        | Екофізіологія тварин                                         | д. б. н.      |
| Руденко Леонід Григорович           | 24 серпня 1941    | 4 лютого 2009     | СФТМН  | ВНЗ        | Географія                                                    | д. г. н.      |
| Русанов Андрій Вікторович           | 3 листопада 1967  | 26 травня 2021    | СФТМН  | ВФТПЕ      | Енергетика, машинобудування                                  | д. т. н.      |
| Самойленко Юрій Стефанович          | 17 вересня 1943   | 6 березня 2015    | СФТМН  | ВМ         | Математика                                                   | д. ф.-м. н.   |
| Семиноженко Володимир Петрович      | 9 червня 1950     | 25 листопада 1992 | СФТМН  | ВФТПМ      | Матеріалознавство, надпровідні матеріали                     | д. ф.-м. н.   |
| Сергієнко Іван Васильович           | 13 серпня 1936    | 15 січня 1988     | СФТМН  | ВІ         | Обчислювальна математика                                     | д. ф.-м. н.   |
| Сибірний Андрій Андрійович          | 31 жовтня 1948    | 13 квітня 2012    | СХБН   | ВБФМБ      | Біологія дріжджів                                            | д. б. н.      |
| Скрипнік Ігор Ігорович              | 28 червня 1964    | 25 квітня 2024    | СФТМН  | ВМ         | Диференціальні рівняння                                      | д. ф.-м. н.   |
| Слісенко Василь Іванович            | 23 червня 1951    | 26 травня 2021    | СФТМН  | ВФТПЕ      | Ядерна енергетика                                            | д. ф.-м. н.   |
| Слюсаренко Юрій Вікторович          | 24 січня 1957     | 7 березня 2018    | СФТМН  | ВЯФЕ       | Ядерна фізика                                                | д. ф.-м. н.   |
| Смолій Валерій Андрійович           | 1 січня 1950      | 14 квітня 1995    | ССГН   | ВІФП       | Історія України                                              | д. і. н.      |
| Снєжкін Юрій Федорович              | 2 квітня 1947     | 7 березня 2018    | СФТМН  | ВФТПЕ      | Промислова теплоенергетика, тепломасообмін                   | д. т. н.      |
| Солонін Юрій Михайлович             | 25 квітня 1942    | 6 березня 2015    | СФТМН  | ВФТПМ      | Матеріалознавство, матеріали водневої енергетики             | д. ф.-м. н.   |
| Співак Микола Якович                | 24 грудня 1943    | 26 травня 2021    | СХБН   | ВБФМБ      | Біохімія апоптозу                                            | д. б. н.      |
| Старостенко Віталій Іванович        | 13 квітня 1935    | 18 травня 1990    | СФТМН  | ВНЗ        | Геофізика                                                    | д. ф.-м. н.   |
| Стогній Борис Сергійович            | 18 березня 1936   | 18 травня 1990    | СФТМН  | ВФТПЕ      | Енергетика                                                   | д. т. н.      |
| Сторіжко Володимир Юхимович         | 26 жовтня 1935    | 14 квітня 1995    | СФТМН  | ВЯФЕ       | Фізика                                                       | д. ф.-м. н.   |
| Стрижак Петро Євгенович             | 16 березня 1963   | 25 квітня 2024    | СХБН   | ВХ         | Фізична хімія                                                | д. х. н.      |
| Татаренко Валентин Андрійович       | 19 вересня 1958   | 1 травня 2025     | СФТМН  | ВФА        | Теоретична фізика                                            | д. ф.-м. н.   |
| Тимоха Олександр Миколайович        | 13 липня 1962     | 26 травня 2021    | СФТМН  | ВМ         | Математика                                                   | д. ф.-м. н.   |
| Тукало Михайло Арсентійович         | 2 червня 1951     | 7 березня 2018    | СХБН   | ВБФМБ      | Молекулярна біологія                                         | д. б. н.      |
| Туниця Юрій Юрійович                | 19 травня 1941    | 6 травня 2006     | ССГН   | ВЕ         | Маркетинг                                                    | д. е. н.      |
| Туркевич Володимир Зіновійович      | 9 липня 1958      | 7 березня 2018    | СФТМН  | ВФТПМ      | Матеріалознавство, надтверді матеріали                       | д. х. н.      |
| Філоненко Валерій Вікторович        | 8 липня 1963      | 25 квітня 2024    | СХБН   | ВБФМБ      | Молекулярна біологія                                         | д. б. н.      |
| Фірстов Сергій Олексійович          | 1 грудня 1940     | 6 травня 2006     | СФТМН  | ВФТПМ      | Матеріалознавство                                            | д. ф.-м. н.   |
| Фрицькій Ігор Олегович              | 20 листопада 1964 | 1 травня 2025     | СХБН   | ВХ         | Хімія                                                        | д. х. н.      |
| Халатов Артем Артемович             | 14 грудня 1942    | 13 квітня 2012    | СФТМН  | ВФТПЕ      | Енергетичне турбобудування                                   | д. т. н.      |
| Харченко Валерій Володимирович      | 12 грудня 1957    | 7 березня 2018    | СФТМН  | ВМех       | Механіка                                                     | д. т. н.      |
| Харченко Микола Федорович           | 21 жовтня 1939    | 4 лютого 2009     | СФТМН  | ВФА        | Експериментальна фізика                                      | д. ф.-м. н.   |
| Хіміч Олександр Миколайович         | 4 січня 1951      | 26 травня 2021    | СФТМН  | ВІ         | Математичне моделювання                                      | д. ф.-м. н.   |
| Хруслов Євген Якович                | 7 січня 1937      | 16 травня 2003    | СФТМН  | ВМ         | Математика                                                   | д. ф.-м. н.   |
| Цимбалюк Віталій Іванович           | 26 січня 1947     | 26 травня 2021    | СХБН   | ВБФМБ      | Нейрохірургія                                                | д. м. н.      |
| Чебанов Валентин Анатолійович       | 29 листопада 1974 | 1 травня 2025     | СФТМН  | ВФТПМ      | Органічна хімія                                              | д. х. н.      |
| Черних Валентин Петрович            | 5 січня 1940      | 6 березня 2015    | СХБН   | ВХ         | Хімія лікарських сполук                                      | д. х. н.      |
| Чехун Василь Федорович              | 15 листопада 1956 | 6 травня 2006     | СХБН   | ВБФМБ      | Експериментальна онкологія                                   | д. м. н.      |
| Чикрій Аркадій Олексійович          | 20 липня 1945     | 7 березня 2018    | СФТМН  | ВІ         | Інформатика                                                  | д. ф.-м. н.   |
| Шаповал Володимир Миколайович       | 25 травня 1948    | 25 квітня 2024    | ССГН   | ВІФП       | Конституційне право                                          | д. ю. н.      |
| Швартау Віктор Валентинович         | 13 травня 1957    | 25 квітня 2024    | СХБН   | ВЗБ        | Фізіологія рослин, продукційний процес                       | д. б. н.      |
| Шевчук Ігор Олександрович           | 29 квітня 1947    | 1 травня 2025     | СФТМН  | ВМ         | Математичний аналіз                                          | д. ф.-м. н.   |
| Шехунова Стелла Борисівна           | 1 січня 1963      | 26 травня 2021    | СФТМН  | ВНЗ        | Геологія, седиментологiя                                     | д. г.-м. н.   |
| Шидловський Анатолій Корнійович     | 10 жовтня 1933    | 28 березня 1985   | СФТМН  | ВФТПЕ      | Енергомашинобудування, міцність машин                        | д. т. н.      |
| Широбоков Володимир Павлович        | 5 квітня 1942     | 16 травня 2003    | СХБН   | ВБФМБ      | Мікробіологія, вірусологія                                   | д. м. н.      |
| Широков Володимир Анатолійович      | 28 вересня 1948   | 13 квітня 2012    | ССГН   | ВЛММ       | Лінгвістичні технології                                      | д. т. н.      |
| Шуба Ярослав Михайлович             | 18 травня 1955    | 26 травня 2021    | СХБН   | ВБФМБ      | Біологія мембран                                             | д. б. н.      |
| Щерба Анатолій Андрійович           | 3 липня 1950      | 25 квітня 2024    | СФТМН  | ВФТПЕ      | Газоплазмові процеси в енергетиці                            | д. т. н.      |
| Якименко Юрій Іванович              | 20 березня 1945   | 4 лютого 2009     | СФТМН  | ВФТПЕ      | Електроніка в енергетиці                                     | д. т. н.      |
| Яценко Леонід Петрович              | 25 квітня 1954    | 6 березня 2015    | СФТМН  | ВФА        | Фізика                                                       | д. ф.-м. н.   |
| Яцків Ярослав Степанович            | 25 жовтня 1940    | 28 березня 1985   | СФТМН  | ВФА        | Астрономія                                                   | д. ф.-м. н.   |

## Статистика і використані скорочення

### Вікова структура академіків НАН України
Найстарішому з академіків — математику Володимиру Олександровичу Марченку 7 липня 2025 року виповнилось 103 роки. Наймолодший академік —  хiмiк-органiк Валентин Анатолійович Чебанов, народився 29 листопада 1974 року. Довше за всіх (з 26 грудня 1969 року) перебуває в ранзі академіка Володимир Олександрович Марченко.
З поточного складу академії в найбільш ранньому віці (38 років) був обраний біолог Юрій Юрійович Глеба. У найбільш похилому віці (83 роки) була обрана філолог Світлана Яківна Єрмоленко.

### Відділення та секції НАН України
| Секція | Повна назва секції                          | Кількість академіків | Відділення | Повна назва відділення                                  | Кількість академіків |
| ------ | ------------------------------------------- | -------------------- | ---------- | ------------------------------------------------------- | -------------------- |
| СФТМН  | Секція фізико-технічних і математичних наук | 108                  | ВЯФЕ       | Відділення ядерної фізики та енергетики                 | 10                   |
| СФТМН  | Секція фізико-технічних і математичних наук | 108                  | ВФТПМ      | Відділення фізико-технічних проблем матеріалознавства   | 18                   |
| СФТМН  | Секція фізико-технічних і математичних наук | 108                  | ВФА        | Відділення фізики і астрономії                          | 20                   |
| СФТМН  | Секція фізико-технічних і математичних наук | 108                  | ВМех       | Відділення механіки                                     | 12                   |
| СФТМН  | Секція фізико-технічних і математичних наук | 108                  | ВМ         | Відділення математики                                   | 12                   |
| СФТМН  | Секція фізико-технічних і математичних наук | 108                  | ВІ         | Відділення інформатики                                  | 12                   |
| СФТМН  | Секція фізико-технічних і математичних наук | 108                  | ВНЗ        | Відділення наук про Землю                               | 9                    |
| СФТМН  | Секція фізико-технічних і математичних наук | 108                  | ВФТПЕ      | Відділення фізико-технічних проблем енергетики          | 15                   |
| ССГН   | Секція суспільних і гуманітарних наук       | 32                   | ВЕ         | Відділення економіки                                    | 13                   |
| ССГН   | Секція суспільних і гуманітарних наук       | 32                   | ВІФП       | Відділення історії, філософії та права                  | 11                   |
| ССГН   | Секція суспільних і гуманітарних наук       | 32                   | ВЛММ       | Відділення літератури, мови та мистецтвознавства        | 8                    |
| СХБН   | Секція хімічних і біологічних наук          | 43                   | ВЗБ        | Відділення загальної біології                           | 11                   |
| СХБН   | Секція хімічних і біологічних наук          | 43                   | ВБФМБ      | Відділення біохімії, фізіології і молекулярної біології | 19                   |
| СХБН   | Секція хімічних і біологічних наук          | 43                   | ВХ         | Відділення хімії                                        | 13                   |

### Наукові ступені
| Науковий ступінь                    | Скорочення    | Кількість академіків |
| ----------------------------------- | ------------- | -------------------- |
| доктор біологічних наук             | д. б. н.      | 25                   |
| доктор географічних наук            | д. г. н.      | 2                    |
| доктор геолого-мінералогічних наук  | д. г.-м. н.   | 4                    |
| доктор наук з державного управління | д. держ. упр. | 1                    |
| доктор економічних наук             | д. е. н.      | 12                   |
| доктор історичних наук              | д. і. н.      | 4                    |
| доктор медичних наук                | д. м. н.      | 4                    |
| доктор соціологічних наук           | д. с. н.      | 1                    |
| доктор технічних наук               | д. т. н.      | 36                   |
| доктор фізико-математичних наук     | д. ф.-м. н.   | 64                   |
| доктор філологічних наук            | д. філ. н.    | 6                    |
| доктор філософських наук            | д. філос. н.  | 5                    |
| доктор хімічних наук                | д. х. н.      | 17                   |
| доктор юридичних наук               | д. ю. н.      | 2                    |